# Homarus gammarus
El bogavante (Homarus gammarus) es un crustáceo decápodo marino, muy similar a la langosta, que puede alcanzar los sesenta centímetros de longitud. Es un pariente próximo del bogavante americano y de la cigala, y más lejanamente de la langosta.
Las hembras de bogavante liberan miles de huevos en el agua, que eclosionan como pequeñas larvas y van a la deriva durante un mes, comiendo animales pequeños. Al final, cada larva se convierte en un diminuto bogavante que acaba en el lecho marino

## Descripción
Posee cinco pares de patas, cuatro de las cuales están situadas en el tórax y, aunque son bastante pequeñas en relación con su cuerpo, son capaces de proporcionarle el movimiento. El primer par de patas, en cambio, termina en dos grandes pinzas, una de ellas con los bordes afilados, que utiliza para cortar, y la otra con fuertes dientes que emplea para triturar. Posee también, saliendo de su cabeza, dos largas antenas y otras dos mucho más cortas.
La especie europea (Homarus gammarus) y la especie americana (Homarus americanus) se diferencian claramente por su color, siendo éste negro azulado con manchas claras en la europea y rojizo en la americana. También se diferencian por su abundancia. De hecho, la mayoría de los que se encuentran en los mercados para el consumo humano proceden del Atlántico occidental, ya que la especie europea es mucho más escasa.
El bogavante habita en refugios rocosos y es rara vez encontrado en profundidades mayores que 50 metros, pero puede habitar desde la marca de bajamar hasta los 150 metros de profundidad y preferentemente en lechos de arena y grava.
Típicamente nocturno, sale de noche a buscar alimento, que se compone de gusanos, bivalvos y peces muertos.
Pueden llegar a medir hasta 1 metro. 
Si el bogavante pierde una pinza, una pata o una antena, estas le vuelven a crecer. 
El mayor bogavante pesaba 9,3 kg. 
Pueden llegar a vivir hasta 70 años. 

## Localización
Habita en el este del Océano Atlántico, desde las Islas Lofoten, en el noroeste de Noruega, hasta Azores y Marruecos. También puede ser encontrado en partes del Mar Mediterráneo y en el noroeste del Mar Negro.